# Бас-Тер (округ)
Бас-Те́р (фр. Basse-Terre) — округ (фр. Arrondissement) во Франции, один из округов в регионе Гваделупа. Департамент округа — Гваделупа. Супрефектура — Бас-Тер.
Население округа на 2006 год составляло 189 529 человек. Плотность населения составляет 221,93 чел./км². Площадь округа составляет всего 854 км².